# Międzynarodowy Festiwal Filmowy „Eurasia”
Międzynarodowy Festiwal Filmowy „Eurasia” (ros. Международный кинофестиваль «Евразия») – festiwal filmowy odbywający się w Ałmaty w Kazachstanie od 1998 roku (z wyjątkiem piątej edycji, która się odbyła w 2008 roku w Astanie). Festiwal specjalizuje się w kinie europejskim i azjatyckim.